# Довга гора

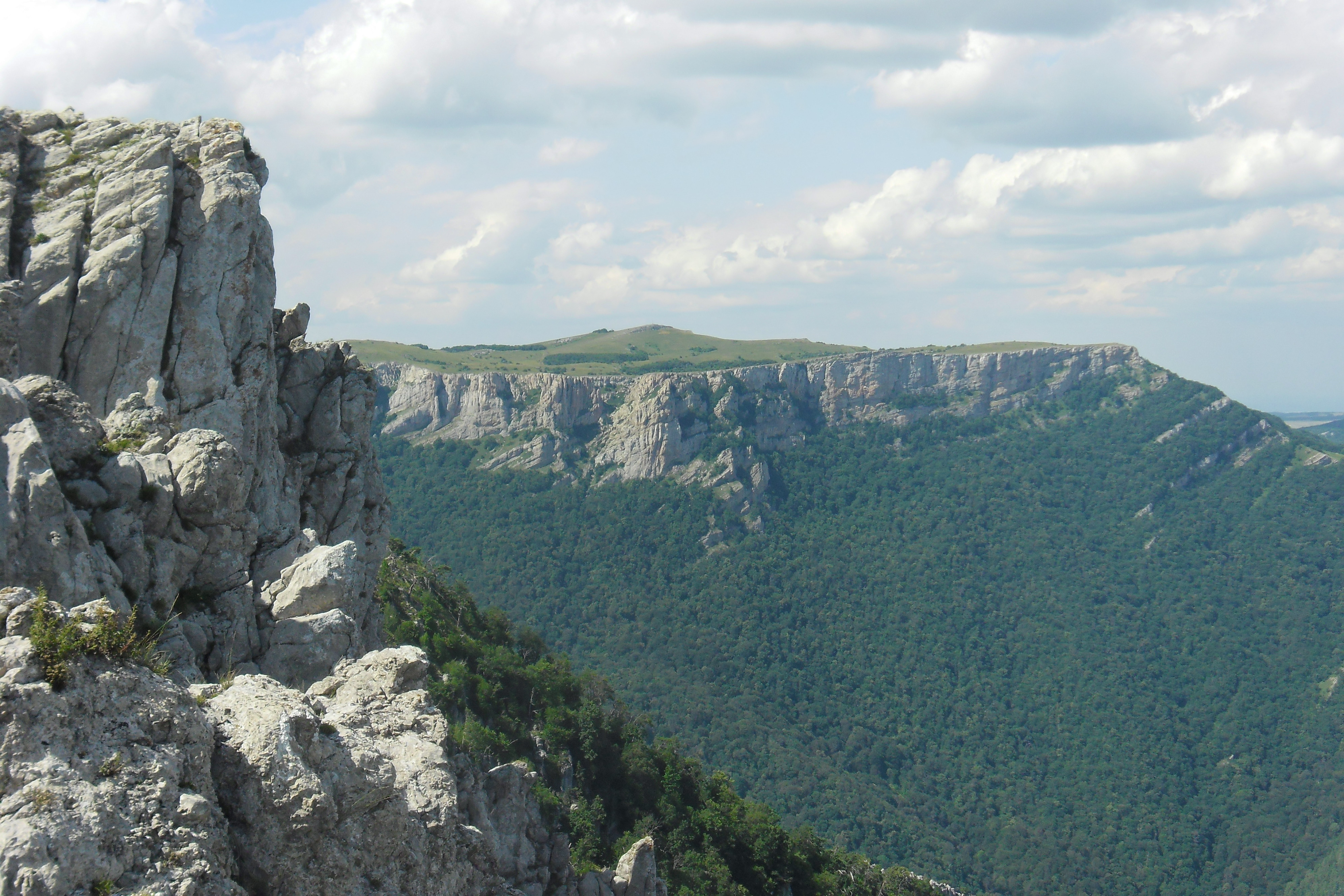
Довга гора і гора Тирке (вершина — задній план, по центру) і Стіл-Гора (праворуч), яка обривається в ущелину Хапхал.

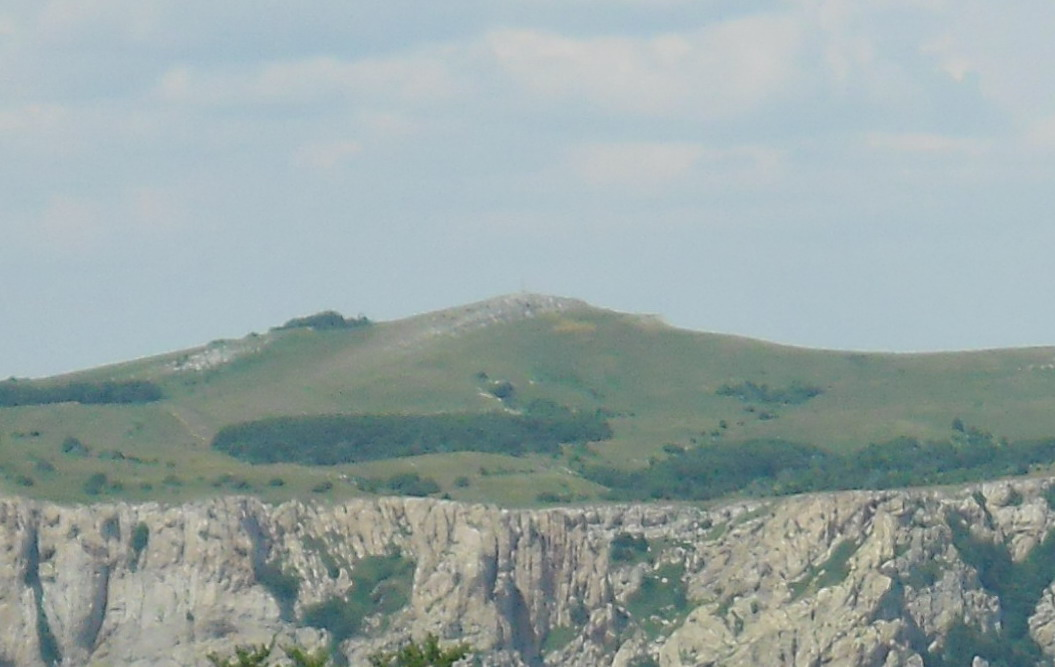
Довга гора. Вершина.

Довга гора — гора в Криму, у складі Тирке-яйли (на сході яйли). Витягнута (схід-захід) вершина, лісиста; на конічній маківці репер, схили місцями в похилих скельних пластах.
Висота Довгої гори — 1283 м.